# President Yo La Tengo
President Yo La Tengo è il terzo album discografico del gruppo musicale alternative rock statunitense Yo La Tengo, pubblicato nel 1989.

## Descrizione
L'album mostra un'evoluzione del sound del gruppo che si ampliò dalla base roots rock inserendo elementi noise rock e pop con chiari riferimenti ai Velvet Underground. Venne pubblicato anche nel Regno Unito dalla What Goes on Records.
L'album venne ripubblicato in formato CD insieme al precedente New Wave Hot Dogs in un unico disco.

## Tracce
1. Barnaby, Hardly Working – 4:35 (Georgia Hubley e Ira Kaplan)
2. Drug Test – 4:06 (Ira Kaplan)
3. The Evil That Men Do (Craig's Version) – 2:41 (Ira Kaplan)
4. Orange Song – 3:22 (Tara Key e Tim Harris)
5. Alyda – 3:39 (Georgia Hubley e Ira Kaplan)
6. The Evil That Men Do (Pablo's Version) – 10:37 (Ira Kaplan)
7. I Threw It All Away – 2:17 (Bob Dylan)

## Formazione
- Georgia Hubley: batteria
- Ira Kaplan: chitarra, organo e voce
- Gene Holder: basso (tracce 1, 2, 3 e 5)

- Stephan Wichnewski: basso tracce (4, 6 e 7)